# Monchaux-sur-Écaillon
Monchaux-sur-Écaillon – miejscowość i gmina we Francji, w regionie Hauts-de-France, w departamencie Nord.
Według danych na rok 1990 gminę zamieszkiwało 649 osób, a gęstość zaludnienia wynosiła 143 osób/km² (wśród 1549 gmin regionu Nord-Pas-de-Calais Monchaux-sur-Écaillon plasuje się na 694. miejscu pod względem liczby ludności, natomiast pod względem powierzchni na miejscu 721.).